# Perezia pungens
Perezia pungens là một loài thực vật có hoa trong họ Cúc. Loài này được (Bonpl.) Less. mô tả khoa học đầu tiên năm 1830.